# Semiria
Semiria es un género botánico monotípico perteneciente a la familia Asteraceae. Su única especie: Semiria viscosa es originaria de Brasil, donde se encuentra en el Cerrado en el noroeste de Bahia.

## Descripción
Las plantas de este género sólo tienen disco (sin rayos florales) y los pétalos son de color blanco, ligeramente amarillento blanco, rosa o morado (nunca de un completo color amarillo).

## Taxonomía
Semiria viscosa fue descrita por  David John Nicholas Hind  y publicado en Kew Bulletin 54(2): 426–431, f. 1–2. 1999.